# Station Skupowo
Station Skupowo is een spoorwegstation in de Poolse plaats Skupowo.